# Процайло Андрій
Процайло Андрій Ярославович (28 грудня 1975 року, с. Липники, Пустомитівський район, Львівська область) - український письменник, педагог. Лауреат конкурсу «Коронація слова» в номінації романи (II премія, 2014 р.).

## Біографія
Андрій Процайло народився 28 грудня 1975 року в селі Липники Пустомитівського району Львівської області. У 1990 році закінчив Загір’янську основну школу Пустомитівського району Львівської області. В 1994 році закінчив Самбірське педагогічне училище. В 2000 році - Львівський національний університет імені Івана Франка, філологічний факультет за спеціальністю «українська мова та література».На даний час працює заступником директора з навчально-виховної роботи Дитячого центру туризму, спорту та екскурсій (м.Львів). Мешкає у Львові.

## Творчість
Мова творів автора - українська. Жанри творів: фантастика, фентезі, містика, пригодницький, соціально-побутовий роман.

Роман "Привид безрукого ката" отримав ІІ місце в номінації романи у конкурсі Коронація слова 2014.

### Твори
- Роман «Життя як вітер, або Щастя в байдужості», видавництво «Українські технології» (2005р.)
- Збірка оповідань «Три смуги ілюзій», видавництво «Гамазин» (2013р.)
- Роман «Привид безрукого ката», видавництво «Фоліо» (2014р.)
- Роман «Мер сидить на смерті», видавництво «Фоліо» (2015р.)[2]
- Роман «Вірус справедливості», видавництво «Твердиня» (2016р.)[3]
- Роман «Яйце-райце, або Мільйон на мрію» у співавторстві з Тетяною Белімовою, видавництво «Брайт Стар Паблішинг» (2016р.)
- Колективна збірка оповідань та новел «Калейдоскоп життя» із серії «П’ять зірок» (редакція Міли Іванцової), «Видавнича група КМ-БУКС» (2016р.)
- Роман «Перстень любові», видавництво «Твердиня» (2017р.)
- Колективна збірка оповідань «Теплі родинні історії», видавництво «Брайт Стар Паблішинг» (2017р.)
- Роман «Наглядачі за думками», видавництво «Твердиня» (2018р.)
- Збірка оповідань «Потім — то коли? [Архівовано 20 жовтня 2019 у Wayback Machine.]», видавництво «Твердиня» (2018р.)
- Колективна збірка оповідань «I WILL SURVIVE Я виживу!», видавництво «Брайт Стар Паблішинг» (2018р.)
- Роман "Тьма і проліски" видавництво Книжковий клуб "Клуб Сімейного Дозвілля" (2020р.)

## Відзнаки
Міжнародний літературний конкурс "Коронація слова - 2014", друга премія в номінації "Романи"